# بنووادعی (یمن)
 بنو وادعی  به عربی ( بَنُو الوادِعی ) روستای بزرگی از توابع استان ذَمار در کشور یمن و در شبه جزیره عربستان واقع می‌باشد.

## جمعیت
دارای ۳۵ خانوار و ۳۰۰ نفر جمعیت دارد. آب وهوای روستا معتدل ودارای خاکی حاصلخیز می‌باشد.
روستاهای توابع:
- قریة الوادی: ۴۱۶ نفر جمعیت.
- عزلة بنی هیثم: ۲۱۵ نفر جمعیت.
- ناحیة البُرجُم: ۲۶۸ نفر جمعیت.